# Эзеуго, Эмека
Эмека Эзеуго (англ. Emeka Ezeugo; 8 августа 1967, Аба, Нигерия) — нигерийский футболист и тренер, играл на позиции защитника.

## Карьера

### Клубная
Эмека Эзеуго — один из немногих футболистов в мире, которые профессионально играли в чемпионатах стран, представлявшие пяти континентов, наиболее известные из которых, «Коннектикут Вулвз» (А-Лига в Соединённых Штатах), так же он играл в Восточной Бенгалии, в Калькутте, Индии, Перу и в бангладешском клубе «Мохаммедан» (Дакка) за свою 13-летнюю профессиональную игровую карьеру.
С 1983 по 1986 год учился в индийском колледже DAV, в 1985 году выиграл с командой Пенджабского университета всеиндийский студенческий чемпионат и стал его лучшим игроком. Здесь его наставником был Джарнаил Сингх, среди партнёров выделялись будущий игрок сборной Индии Харджиндер Сингх и соотечественники — Кристофер Кем и Чибузор Нваканма. Профессиональную карьеру начал в клубе «Ист Бенгал», заметившем его игру в кубке Дюранда. Затем, отыграв год за «Энугу Рейнджерс» в чемпионате Нигерии перебрался в клуб «Мохаммедан» (Дакка) из Бангладеш. После чего он перебрался в чемпионат Дании, успешная игра в котором обратила на него внимание тренеров национальной сборной, и он был приглашен на чемпионат мира 1994 года в США. Далее играл в различных клубах США, завершил карьеру в Перу, в клубе «Эстудиантес де Медисина».

### В сборной
Он впервые был приглашён в сборную Нигерии под руководством тренера Манфреда Хунера, с которой выступил на летних Олимпийских играх 1988 года в Сеуле , где он в паре центральных защитников играл с другим дебютантом Чиди Нвану, в обороне. Всего же за сборную он провёл 11 матчей, принимал участие в Кубке африканских наций 1992 года и на чемпионате мира 1994 года.

### Тренерская
В 2002 году тренировал команду в одном из колледжей Манхеттена. После чего с 2003 по 2005 год был главным тренером перуанского клуба «Депортиво Мунисипаль» из Лимы. В 2008 году тренировал «Черчилль Бразерс», игроком которой он был 10 лет назад.
Проживает в Нью-Йорке, работает в благотворительной организации, помогающей беженцам рохинджа в Индии и Бангладеш.

## Личная жизнь
В начале 2012 года Эзеуго заявил, что принял ислам и что в ближайшее время намерен сменить имя в паспорте на Мустафа Мухаммад.